# Taneytown (Maryland)
Taneytown es una ciudad ubicada en el condado de Carroll en el estado estadounidense de Maryland. En el año 2010 tenía una población de 6728 habitantes y una densidad poblacional de 897,07 personas por km².

## Geografía
Taneytown se encuentra ubicado en las coordenadas 
39°39′26″N 77°10′14″O / 39.65722, -77.17056.

## Demografía
Según la Oficina del Censo en 2000 los ingresos medios por hogar en la localidad eran de $63.514 y los ingresos medios por familia eran $73.419. Los hombres tenían unos ingresos medios de $50.694 frente a los $35.230 para las mujeres. La renta per cápita para la localidad era de $27.314. Alrededor del 9,1% de la población estaba por debajo del umbral de pobreza.